# 竹村千里
竹村 千里（たけむら ちさと、1987年8月30日 - ）は、大阪府出身のスポーツ選手、プロゴルファーである。福井工業大学附属福井高等学校卒業。身長160cm、体重55kg。スリーサイズはバスト92cm、ウエスト63cm、ヒップ96cm。ユニット「ゴルル」のメンバーでもある。
竹村三姉妹の次女で、姉は女優の竹村愛美、妹はプロゴルファーの竹村真琴。9歳からゴルフを始めた。現在は妹の真琴共々、大手旅行会社・ジェイティービー傘下のJTB西日本所属。

## 成績
- 2003年　関西ジュニアゴルフ選手権（春季）　優勝
- 2004年　関西ジュニアゴルフ選手権（春季） 優勝